# Ich weiß, es wird einmal ein Wunder gescheh’n
Ich weiß, es wird einmal ein Wunder gescheh’n (Sé que una vez sucederá un milagro) es un Schlager de 1942 escrita por Bruno Balz y Michael Jary. La canción fue cantada por la actriz y cantante sueca Zarah Leander en la película alemana de amor y propaganda Die Große Liebe antes de que Odeon la lanzara como sencillo. La canción fue versionada numerosas veces en los años siguientes, como por ejemplo en 1983 por Nina Hagen y en 2002 por Wencke Myhre .

## Antecedentes y publicación
Ich weiß, es wird einmal ein Wunder gescheh’n fue escrita por los compositores de cine y de Schlager Bruno Balz y Michael Jary para la película alemana Die Große Liebe, estrenada por la UFA en 1942. Bruno Balz y Michael Jary fueron compositores exitosos durante la era nacional-socialista alemana, y también después también fueron muy apreciados por el ministro de Propaganda Joseph Goebbels. Sin embargo, mientras trabajaba en los títulos de la película en 1941, a raíz de su homosexualidad, Bruno Balz fue arrestado por la Gestapo tras ser atrapado en una situación comprometedora con un joven. Después de días de tortura en la sede de la Gestapo, fue amenazado con pena de cárcel en un campo de concentración, y gracias a la intervención de Jary, quien fingió que no podía producir las canciones que Goebbels pidió para la película como una "contribución al esfuerzo de guerra" sin la ayuda de su compañero, Balz fue liberado nuevamente. Estando aún en prisión, o dentro de las posteriores 24 horas, escribió Davon geht die Welt nicht unter (El mundo no se va a acabar por esto) y Ich weiß, es wird einmal ein Wunder gescheh’n. La canción fue grabada por Zarah Leander con la UFA-Tonfilm-Orchester (Orquesta de Cine Sonoro de la UFA) en los Lindström Studios de Berlín y publicada el mismo año junto con el título Mein Leben für die Liebe - Jawohl! (Mi vida por amor - Sí, señor) lanzado en disco de goma laca por Odeon.
La película, la cual protagonizan Zarah Leander y Viktor Staal, se convirtió en la película de mayor éxito comercial en el Tercer Reich..En la película, Zarah Leander interpreta a la popular cantante danesa Hanna Holberg, que se enamora del piloto de combate Paul Wendlandt. Después de que Wendlandt fuera asignado para servir en la guerra, a veces se pierden de vista y, debido a las circunstancias, nunca vuelven a estar juntos hasta que Wendlandt recibe un disparo, es herido y llevado a un hospital, y finalmente pueden casarse.
A pesar de su participación en esta y otras películas de propaganda nazi, Zarah Leander, residente en Suecia, mantuvo su reputación como artista apolítica y siguió disfrutando de popularidad y éxito internacional después de la Segunda Guerra Mundial. Bruno Balz y Michael Jary también continuaron trabajando como compositores exitosos después de la Segunda Guerra Mundial.

## Letra y música

Logotipo de El Gran Amor

La canción es un Schlager interpretado como una balada tranquila. El canto está acompañado por una orquesta y en parte por un coro. El texto gira en torno al deseo de un gran amor, lo que lo hace coherente con el contenido de la película. En la película, Zarah Leander la interpreta en un gran escenario frente a una audiencia, el coro forma el elaborado telón de fondo y la orquesta toca en el foso de la orquesta frente al escenario, dirigida por Paul Hörbiger en el papel del compositor Alexander Rudnitzky.
La canción comienza con el estribillo, seguido de dos estrofas. El estribillo sigue el esquema de rima ABAB:

Ich weiß, es wird einmal ein Wunder gescheh'n

Und dann werden tausend Märchen wahr

Ich weiß, so schnell kann keine Liebe vergeh'n

Die so groß ist und so wunderbar

Traducción:
Sé que una vez sucederá un milagro
Y luego mil hadas se harán realidad.
Sé que el amor no puede desaparecer tan rápido
Es tan grande y maravilloso.

## Versiones
Ich weiß, es wird einmal ein Wunder gescheh’n se convirtió, junto a Davon geht die Welt nicht unter en uno de los éxitos más exitosos de la era nazi. Como un clásico, la canción fue y es a menudo interpretada y versionada por varios artistas, incluso después de la Segunda Guerra Mundial y hasta el día de hoy.Varias versiones orquestales de la canción aparecieron en el año de publicación, 1942, y, en sucesión directa, se registraron más interpretaciones en las décadas de 1950 y 1960. En 1983 se lanzó una versión de la cantante Nina Hagen como homenaje a Zarah Leander como Zarah (Ich weiß, es wird einmal ein Wunder gescheh’n) y también ha habido nuevas versiones modernas de la canción, por ejemplo por Tim Fischer en 1995, Wencke Myhre en 2002 o Géraldine Olivier en 2018.